# 히로나카 헤이스케
히로나카 헤이스케(일본어: 広中 平祐, 문화어: 히로나까 헤이스께, 1931년 4월 9일 ~ )는 일본의 수학자이다.
하버드 대학교 전 교수, 교토 대학 수리해석 연구소 전 소장이며 일본인으로서는 두 번째의 필즈상 수상자이다. 전문은 대수기하학으로, 필즈상 수상 대상의 연구는 ‘표수 0인 체 위의 대수적 다양체의 특이점 해소 및 해석 다양체의 특이점 해소’이다. 일본 학사원 회원.

## 생애
1931년 4월 9일 일본 야마구치현에서 태어났다. 어렸을 때는 음악가를 꿈꿨다고 한다. 하지만 학교에서 연주 대회가 있었을 때 무대에서 피아노 연주를 하였는데, 혹평을 받아서 수학으로 관심을 돌렸다고 한다.
재수를 해서 교토 대학 수학과에 입학하였다. 4년 뒤 졸업하고, 교토 대학 대학원 수학과에 입학하였다. 우수한 논문들을 제출하는 다른 학생들을 보고 자신의 능력에 대해서 비관하였는데, 어느 날 한 여학생이 히로나카가 흘린 손수건을 줍고 "선생님! 이거 선생님 것 맞죠?"라고 외치면서 달려와 그의 수첩을 주고 사라졌다. "선생님"이라는 말에 영감을 얻고 첫 번째 논문을 쓰게 되었지만 혹평을 받았다. 그러나 두 번째 논문은 좋은 평가를 받고, 석사 학위를 취득하였다.
히로나카가 교토 대학 대학원 수학과에서 석사 학위를 취득했을 당시, 오스카 자리스키라는 하버드 대학교 수학과에서 대수기하학을 가르치는 수학 교수의 도움으로, 하버드 대학교 대학원 수학과에 입학해서 평소에 관심있었던 분야인 대수기하학을 공부하게 됐다고 한다. 그 후, 하버드 대학교 대학원 수학과에서 오스카 자리스키 교수의 지도 아래 박사 학위를 취득했다. 같이 공부했던 유명한 대수기하학자들로는 데이비드 멈퍼드와 마이클 아틴, 스티븐 클라이먼(Steven Kleiman) 등이 있다(데이비드 멈퍼드와 마이클 아틴이 하버드 대학교 재학 시절에 도움을 많이 줬다고 한다).
박사 학위를 취득한 후의 행적은 브랜다이스 대학교 수학과 조교수가 돼서, 이곳에서 당시 대수기하학에서는 풀리지 않았던 유명한 난제인 대수다양체의 특이점 해소 정리를 완벽하게 증명해서 발표했다. 그 공로를 인정받아서, 컬럼비아 대학교 수학과 정교수가 됐고, 1970년에는 수학의 노벨상이라고 불리는 필즈상을 수상하였다.
컬럼비아 대학교 수학과 정교수에서 하버드 대학교 수학과 정교수로 자리를 옮기고, 하버드 대학교 수학과에서 7년동안 학생들을 가르쳤다고 한다. 그래서 하버드 대학교 수학과에서는 명예 교수로 이름을 남기게 됐다고 한다. 그 후에는 일본으로 귀국하여, 야마구치 대학 수학과 학장을 거쳐 소조가쿠엔 대학 수학과 이사장이 되었다. 2008년 3월에는 서울대학교 자연과학대학 수리과학부 석좌교수로 초빙돼서 현재까지 활발히 활동 중이다.

## 주요 업적
히로나카는 당시 대수기하학에서 풀리지 않던 유명한 난제인 표수 0인 체 위의 대수다양체의 특이점 해소 정리를 1964년에 증명하였다. 이 결과는 프린스턴 대학교에서 발간하는 수학연보에 2번에 나누어 출판되었고, 이 업적으로 히로나카는 1970년에 필즈상을 수상하였다.

## 수상 경력
- 1967년 : 아사히 문화상
- 1970년 : 필즈상

### 상훈
- 1975년 : 문화훈장
- 2004년 : 레지옹 도뇌르 훈장

## 참고 문헌
- 학문의 즐거움, 히로나카 헤이스케 지음.
- 아무도 풀지 못한 문제, 박영훈 지음.

## 같이 보기
- 대수기하학
- 오스카 자리스키
- 데이비드 멈퍼드
- 마이클 아틴
- 필즈상